# Atlantas Klaipėda
FK Atlantas Klaipėda is een Litouwse voetbalclub uit de stad Klaipėda.
De club werd in 1962 opgericht als Granitas en was vrij succesvol in de Litouwse competitie ten tijde van de Sovjet-Unie, toen dit een lagere klasse was in het Sovjet-systeem. De titel werd vier keer gehaald. De club was medeoprichter van de hoogste klasse na de onafhankelijkheid van Litouwen en speelt sindsdien onafgebroken in deze reeks.
In het eerste seizoen 1990 werd de club (toen nog Granitas) vicekampioen. De volgende seizoenen verdween de club in de middenmoot. In 1993 werd de naam PSK Aras. In 1996 ging Sirijus Klaipėda op in de club en de naam werd Atlantas. In 1999 werden ze derde. Ook het daaropvolgende seizoen werd Atlantas derde, in 2001 en 2002 werd opnieuw de vicetitel behaald, in 2001 won de club ook de beker. Na een derde plaats in 2004 zakte de club qua positie in de latere jaren.
Op 20 maart 2009 trok de club zich terug voor de A Lyga en werd door de Litouwse voetbalbond terug verwezen daar de derde divisie. In 2014 keerde de club terug op het hoogste niveau.
Op 5 december 2019 maakte de Litouwse voetbalfederatie bekend dat twee A Lyga clubs -FK Atlantas en FK Palanga- uit de A Lyga worden verwijderd in verband met het manipuleren van wedstrijdresultaten, bestraft met een boete van 30.000 euro en twee niveaus terug gezet naar de II Lyga. Vijf spelers werden gestraft met boetes en geschorst voor alle voetbalactiviteiten voor een periode van 6 tot 12 maanden.

## Erelijst
- Kampioen van SSR Litouwen

1978, 1980, 1981, 1984
- Beker van Litouwen

Winnaar: 1977, 1981, 1983, 1986, 2001, 2003
Finalist: 2004
- 1 Lyga

Winnaar 2001, 2002, 2013

## Kleurbereik
Geel shirt, blauwe broek en gele sokken.
Away witte shirts en blauwe korte broek.

## Naamsveranderingen
1962: FK Granitas Klaipėda
1992: FK Granitas-Aras Klaipėda
1993: PSK Aras Klaipėda
1995: FK Atlantas Klaipėda

## Seizoen na seizoen
| Seizoen   | Niveau | Liga                 | Plaats | Webplaats            | Opmerkingen |
| --------- | ------ | -------------------- | ------ | -------------------- | ----------- |
| 1996–1997 | 1.     | A lyga               | 7.     | [ 1 ]                |             |
| 1997–1998 | 1.     | A lyga               | 6.     |                      |             |
| 1998–1999 | 1.     | A lyga               | 6.     | [ 2 ]                |             |
| 1999      | 1.     | A lyga               | 3.     | [ 3 ]                |             |
| 2000      | 1.     | A lyga               | 3.     | [ 4 ]                |             |
| 2001      | 1.     | A lyga               | 2.     | [ 5 ]                |             |
| 2002      | 1.     | A lyga               | 2.     | [ 6 ]                |             |
| 2003      | 1.     | A lyga               | 5.     | [ 7 ]                |             |
| 2004      | 1.     | A lyga               | 3.     | [ 8 ]                |             |
| 2005      | 1.     | A lyga               | 7.     | [ 9 ]                |             |
| 2006      | 1.     | A lyga               | 6.     | [ 10 ]               |             |
| 2007      | 1.     | A lyga               | 6.     | [ 11 ]               |             |
| 2008      | 1.     | A lyga               | 6.     | [ 12 ]               | degradeerde |
| 2009      | 3.     | Antra lyga (Vakarai) | 1.     | [ 13 ]               | promoveerde |
| 2010      | 2.     | Pirma lyga           | 7.     | [ 14 ]               | promoveerde |
| 2011      | 1.     | A lyga               | 11.    | [ 15 ]               |             |
| 2012      | 1.     | A lyga               | 8.     | [ 16 ]               |             |
| 2013      | 1.     | A lyga               | 2.     | [ 17 ]               |             |
| 2014      | 1.     | A lyga               | 3.     | [ 18 ]               |             |
| 2015      | 1.     | A lyga               | 3.     | [ 19 ]               |             |
| 2016      | 1.     | A lyga               | 4.     | [ 20 ]               |             |
| 2017      | 1.     | A lyga               | 4.     | [ 21 ]               |             |
| 2018      | 1.     | A lyga               | 6.     | [ 22 ]               |             |
| 2019      | 1.     | A lyga               | 6.     | [ 23 ] [ 24 ] [ 25 ] | degradeerde |

## In Europa
Atlantas Klaipėda speelt sinds 2000 in diverse Europese competities. Hieronder staan de competities en in welke seizoenen de club deelnam:
- Europa League (4x)

2014/15, 2015/16, 2016/17, 2017/18
- UEFA Cup (4x)

2001/02, 2002/03, 2003/04, 2005/06
- Intertoto Cup (2x)

2000, 2004

## Bekende (oud-)spelers
- Gintaras Juodeikis
- Tomas Danilevičius
- Adebayo Akinfenwa